# Hashti

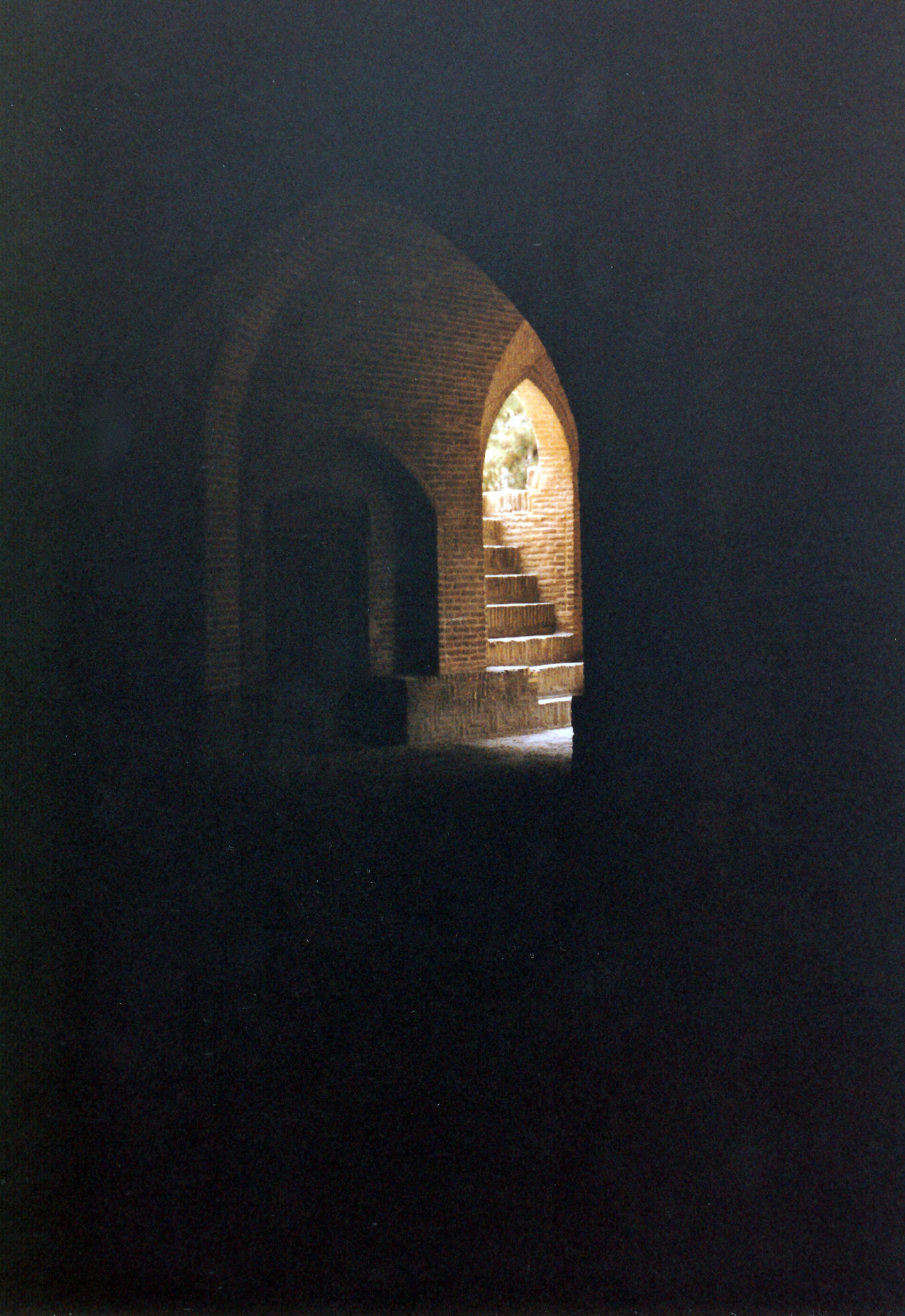
Hashti nella Moschea dello Scià di Semnan

Hashti o Dlan-e-voroudi, nella maggior parte delle case e degli edifici tradizionali in Iran, è lo spazio dietro il sar-dar (porta). Il termine, che deriva dalla parola iraniana hash o otto, si riferisce al suo design come uno spazio ottagonale. Tuttavia, gli hashti sono costruiti in molte forme diverse quali esagonali, quadrate e rettangolari.

## Descrizione
Nelle case più lussuose, l'hashti ha più ornamenti e un'area salotto. Dopo l'hashti, seguono una serie di spazi curvi e stretti chiamati "rahro", che di solito conducono al cortile della casa. In edifici formali come cittadelle e santuari, questo spazio può portare a un colonnato ad arco che forma un passaggio cerimoniale. In una moschea, l'hashti è progettato in modo da guidare il visitatore attraverso la purificazione prima della preghiera. L'hashti nella Moschea dell'Imam (Moschea dello Shah) ne è un esempio. Conduce alla moschea ed è costruito accanto al "pishkhan", che funge da ingresso che invita le persone nell'edificio.
L'hashti è considerato uno spazio mediatore tra la porta d'ingresso e gli spazi interni di un edificio. Quando viene avvicinato dalla sua relazione con la porta, l'hashti è visto come parte dell'oscillazione tra partecipazione e distanza, attività e passività, dettaglio e insieme, tra le altre prospettive correlate.